# 羅克港 (佛羅里達州)
羅克港（英語：Rock Harbor）是位於美國佛羅里達州門羅縣的一個非建制地區。該地的面積和人口皆未知。

## 地理
羅克港的座標為25°04′37″N 80°27′36″W / 25.077°N 80.46°W，而該地的平均海拔高度為3米（即10英尺）。